# Holt Castle
Holt Castle var en medeltida borg i staden Holt i Wrexham i Wales. Borgen började uppföras år 1277 och stod klar 1311.
Numera är den forna borgen en ruin. Kvar finns endast borgens sandstenfundament och några mindre rester av murverk, såsom huvudporten, en strävpelare och grunden till ett torn med en fyrkantig planlösning.
Närmaste större samhälle är Chester, 12,5 km norr om Holt Castle. 